# Royal Mansour Hotels
 (avril 2025).
L'article doit être relu — et modifié si nécessaire — par des contributeurs indépendants pour apporter un regard critique aux contributions effectuées en violation des conditions d'utilisation de Wikipédia, tant sur la forme (notamment concernant le style encyclopédique, la proportionnalité) que sur le fond (la neutralité de point de vue, la qualité et l'indépendance des sources).
 (avril 2025).
 (avril 2025).
Royal Mansour est un groupe hôtelier de luxe marocain appartenant à la famille royale marocaine fondé en 2010. Depuis 2025, Royal Mansour détient trois sites à travers le Maroc : à Marrakech, Casablanca et Tamuda Bay.

## Histoire
Initié par la famille royale du Maroc, l'entreprise Royal Mansour a été fondée en 2010 avec l'ouverture de son premier établissement à Marrakech. En 2024, de nouveaux établissements ont été inaugurés à Casablanca et Tamuda Bay.

## Propriétés
Les propriétés Royal Mansour sont :

### Royal Mansour Marrakech
L'établissement de Marrakech a ouvert ses portes en 2010 et est situé à proximité de la médina historique. Il comprend 53 riads. L'hôtel a été conçu pour ressembler à une médina traditionnelle et la construction a fait appel à des centaines d'artisans marocains,.

### Royal Mansour Casablanca
L'Hôtel El Mansour original a ouvert ses portes en 1952 et est devenu l'un des établissements notables de Casablanca pendant la période post-indépendance. Connu pour son emplacement central, il a accueilli de nombreuses personnalités politiques et célébrités au fil des décennies[réf. nécessaire]. Rebaptisé plus tard Le Royal Mansour Méridien, l'hôtel a fermé en 2015 pour subir d'importantes rénovations.
Suite à sa restauration, l'établissement a rouvert ses portes en 2024 sous le nom Royal Mansour Casablanca. Il est situé dans le quartier Art Déco central de Casablanca et combine un design contemporain avec des éléments architecturaux reflétant le caractère urbain de la ville au début du XXe siècle,.

### Royal Mansour Tamuda Bay
Le complexe hôtelier Tamuda Bay, situé sur la côte méditerranéenne du Maroc, a ouvert en 2024.

## Architecture et design
Les propriétés Royal Mansour s'inspirent de l'artisanat marocain et des méthodes de construction traditionnelles. Les artisans locaux contribuent à la réalisation de carrelages ( zellige ), de sculptures sur bois, de stucs et de décorations textiles.